# Bus de terrain
Le terme bus de terrain est utilisé par opposition au bus informatique. En effet, le bus de terrain est en général beaucoup plus simple, du fait des faibles ressources numériques embarquées dans les capteurs et actionneurs industriels. Il est également plus robuste face aux perturbations externes.
Normalisé en tant que CEI 61158, un système industriel automatisé complexe tel que la chaîne de montage industrielle a généralement besoin d'une hiérarchie organisée de systèmes de contrôle pour fonctionner. Dans cette hiérarchie, il y a généralement une interface homme-machine (IHM) en haut, où un opérateur peut surveiller ou contrôler le système. Ceci est typiquement lié à une couche intermédiaire de contrôleurs logiques programmables (PLC - Programmable Logic Controller en anglais) via un système de communication non temporel (par exemple Ethernet). Au bas de la chaîne de contrôle se trouve le bus de terrain qui relie les automates aux composants qui effectuent réellement le travail, tels que les capteurs, les actionneurs, les moteurs électriques, les voyants de console, les interrupteurs, les vannes et les contacteurs.

## Description
Le bus de terrain est un système de réseau industriel pour le contrôle distribué en temps réel. C'est un moyen de connecter des instruments dans une usine de fabrication. Le bus de terrain fonctionne sur une structure de réseau qui permet généralement des topologies en guirlande, étoile, anneau, branche et arborescence. Auparavant, les ordinateurs étaient connectés à l'aide de RS-232 (connexions série) par lesquelles seulement deux appareils pouvaient communiquer. Ce serait l'équivalent du schéma de communication 4-20 mA actuellement utilisé qui exige que chaque équipement ait son propre point de communication au niveau du contrôleur, alors que le bus de terrain est l'équivalent des connexions actuelles de type LAN, qui ne nécessitent qu'un seul point de communication au niveau du contrôleur et permettre à plusieurs (centaines) de points analogiques et numériques d'être connectés en même temps. Cela réduit à la fois la longueur du câble nécessaire et le nombre de câbles requis. De plus, étant donné que les dispositifs qui communiquent via un bus de terrain nécessitent un microprocesseur, plusieurs points sont généralement fournis par le même dispositif. Certains périphériques de bus de terrain prennent désormais en charge des schémas de contrôle tels que le contrôle PID du côté de l'appareil au lieu de forcer le contrôleur à effectuer le traitement.

## Historique

### Le Bitbus
La plus ancienne technologie de bus de terrain couramment utilisée est le Bitbus. Bitbus a été créé par Intel Corporation pour améliorer l'utilisation des systèmes Multibus dans les systèmes industriels en séparant les fonctions d'Entrée / Sortie lentes d'un accès mémoire plus rapide. En 1983, Intel a créé le microcontrôleur Bitbus 8044 en ajoutant un microprogramme de bus de terrain à son microcontrôleur 8051 existant. Bitbus utilise RS-485 sur la couche physique, avec deux paires torsadées - une pour les données et l'autre pour l'horloge et les signaux. L'utilisation de SDLC à la couche de liaison de données permet 250 nœuds sur un segment avec une distance totale de 13,2 km. Bitbus possède un nœud maître et plusieurs esclaves, les esclaves ne répondant qu'aux demandes du maître. Bitbus ne définit pas le routage sur la couche réseau. Le 8044 n'autorise qu'un paquet de données relativement petit (13 octets), mais intègre un ensemble efficace de tâches RAC (accès et contrôle à distance) et la possibilité de développer des tâches RAC personnalisées. En 1990, l'IEEE a adopté Bitbus en tant que bus de commande série du système de microcontrôleur (IEEE-1118).

### Standardisation
Bien que la technologie de bus de terrain existe depuis 1988, avec l'achèvement de la norme ISA S50.02, le développement de la norme internationale a pris de nombreuses années. En 1999, le comité de normalisation de la CEI SC65C / WG6 s'est réuni pour résoudre les divergences dans le projet de norme de bus de terrain CEI. Le résultat de cette réunion était la forme initiale de la norme CEI 61158 avec huit ensembles de protocoles différents appelés "Types" comme suit:
- Type 1: FOUNDATION Fieldbus H1
- Type 2: ControlNet
- Type 3: PROFIBUS
- Type 4: P-NET
- Type 5: bus de terrain FOUNDATION HSE (High-Speed Ethernet)
- Type 6: SwiftNet (un protocole développé pour Boeing, depuis retiré)
- Type 7: WorldFIP
- Type 8: INTERBUS-S

Cette forme de norme a d'abord été élaborée pour le marché commun européen, se concentre moins sur les points communs et atteint son objectif principal - l'élimination de la restriction du commerce entre les nations. Les questions de communalité sont maintenant laissées aux consortiums internationaux qui prennent en charge chacun des types standards de bus de terrain. Presque dès qu'il a été approuvé, le travail d'élaboration des normes de la CEI a cessé et le comité a été dissous. Un nouveau comité de la CEI SC65C / MT-9 a été formé pour résoudre les conflits de forme et de fond dans les plus de 4 000 pages de la CEI 61158. Le travail sur les types de protocole ci-dessus est pratiquement terminé. De nouveaux protocoles, tels que les bus de terrain de sécurité ou les bus de terrain Ethernet temps réel, sont acceptés dans la définition de la norme de bus de terrain internationale pendant un cycle de maintenance typique de cinq ans. Dans la version 2008 de la norme, les types de bus de terrain sont réorganisés en familles de profils de communication (CPF):
- CPF 1: FOUNDATION Fieldbus
- CPF 2: CIP
- CPF 3: PROFIBUS
- CPF 4: P-NET
- CPF 5: WorldFIP
- CPF 6: INTERBUS
- CPF 7: SwiftNet (retiré)
- CPF 8: CC-Link
- CPF 9: HART
- CPF 10: Vnet / IP
- CPF 11: TCnet
- CPF 12: EtherCAT
- CPF 13: Ethernet Powerlink
- CPF 14: EPA
- CPF 15: MODBUS-RTPS
- CPF 16: SERCOS

Les technologies Foundation Fieldbus et Profibus sont désormais couramment implémentées dans le domaine du contrôle de processus, à la fois pour les nouveaux développements et les réaménagements majeurs. En 2006, la Chine a vu les plus grandes installations de systèmes FF (Foundation Fieldbus) à NanHai et SECCO, chacune avec environ 15 000 appareils de bus de terrain connectés.

## Spécification de la norme CEI 61158
Il y avait beaucoup de technologies concurrentes pour le bus de terrain et l'espoir initial pour un seul mécanisme de communications unifiées n'a pas été réalisé. Cela ne devrait pas être inattendu puisque la technologie de bus de terrain doit être mise en œuvre différemment dans différentes applications; Le bus de terrain automobile est fonctionnellement différent du contrôle de l'usine de traitement. L'édition finale de la norme IEC 61158 permet huit technologies.
La CEI 61158 comprend les parties suivantes, présentées sous le titre général Communications de données numériques pour la mesure et le contrôle - Bus de terrain pour utilisation dans les systèmes de commande industriels:
- Partie 1: Aperçu et guide pour la série CEI 61158
- Partie 2: Spécification de la couche physique et définition du service
- Partie 3: Définition du service de liaison de données
- Partie 4: spécification du protocole de liaison de données
- Partie 5: Définition du service de couche d'application
- Partie 6: Spécification du protocole de couche d'application

### Spécifications CEI 61784
La collection de normes de bus de terrain dans la CEI 61158 n'est pas adaptée à la mise en pratique. Elle doit être complétée par des instructions d'utilisation. Ces notices montrent quelles parties de la CEI 61158 peuvent être assemblées pour former un système fonctionnel. Ces directives d'assemblage ont été compilées ultérieurement sous forme de profils de bus de terrain CEI 61784.
Selon la CEI 61158-1, la norme CEI 61784 est divisée en plusieurs parties :
- CEI 61784-1 Ensembles de protocoles pour la fabrication continue et discrète relatifs à l'utilisation des bus de terrain dans les systèmes de commande industriels ;
- CEI 61784-2 Profils supplémentaires pour les réseaux de communication basés sur ISO/IEC 8802 3 dans les applications en temps réel ;
- CEI 61784-3 Bus de terrain de sécurité fonctionnelle - Règles générales et définitions de profil ;
- CEI 61784-3-n Bus de terrain de sécurité fonctionnelle - Spécifications additionnelles pour les CPF n ;
- CEI 61784-5-n Installation des bus de terrain - Profils d'installation pour les CPF n.

### Spécifications CEI 62026
Les exigences des réseaux de bus de terrain pour les applications d'automatisation des processus (débitmètres, transmetteurs de pression et autres dispositifs de mesure et vannes de contrôle dans des industries telles que le traitement des hydrocarbures et la production d'énergie) sont différentes de celles des réseaux de bus de terrain que l'on trouve dans les applications de fabrication en discontinu telles que la production automobile, où un grand nombre de capteurs discrets sont utilisés, notamment des capteurs de mouvement, des capteurs de position, etc. Les réseaux de bus de terrain discrets sont souvent appelés "réseaux de dispositifs".
Dès l'an 2000, la Commission électrotechnique internationale (CEI) a décidé qu'un ensemble d'interfaces contrôleur-dispositif (CDI) serait spécifié par le comité technique TC 121 (Appareillage de commutation et de commande à basse tension pour couvrir les réseaux de dispositifs). Cet ensemble de normes portant le numéro CEI 62026 comprend dans l'édition actuelle de 2019 les parties suivantes :
- CEI 62026-1 : Partie 1 : Règles générales ;
- CEI 62026-2 : Partie 2 : Interface capteur-actionneur (AS-i) ;
- CEI 62026-3 : Partie 3 : DeviceNet ;
- CEI 62026-7 : Partie 7 : CompoNet.

Les parties suivantes ont été retirées en 2006 et ne sont plus maintenues :
- CEI 62026-5 : Partie 5 : Système distribué intelligent (SDS) ;
- IEC 62026-6 : Partie 6 : Seriplex (Serial Multiplexed Control Bus).

## Normes
Il existe une grande variété de normes de bus de terrain concurrentes. Certains des plus largement utilisés comprennent:
- AS-Interface
- EtherCAT
- FOUNDATION Fieldbus
- Interbus
- LonWorks
- Modbus
- Profibus
- BITBUS
- CompoNet
- SafetyBUS p [en]
- RAPIEnet

Voir Liste des protocoles d'automatisation (en) pour plus d'exemples.

## Avantage de coût
La quantité de câblage requise est beaucoup plus faible dans le bus de terrain que dans les installations 4-20 mA. En effet, de nombreux périphériques partagent le même jeu de câbles de manière multipoint plutôt que de nécessiter un jeu de câbles dédié par périphérique, comme dans le cas des périphériques 4-20 mA. De plus, plusieurs paramètres peuvent être communiqués par appareil dans un réseau Fieldbus alors qu'un seul paramètre peut être transmis sur une connexion 4-20 mA. le bus de terrain fournit également une bonne base pour la création d'une stratégie de maintenance prédictive et proactive. Les diagnostics disponibles à partir des périphériques de bus de terrain peuvent être utilisés pour résoudre les problèmes rencontrés avec les périphériques avant qu'ils ne deviennent critiques.

## La mise en réseau
À l'exception d'ARCNET, qui a été conçu dès 1975 pour la connectivité de bureau et a ensuite trouvé des applications dans l'industrie, la majorité des normes de bus de terrain ont été élaborées dans les années 1980 et sont pleinement établies sur le marché au milieu des années 1990. Aux États-Unis, Allen-Bradley a développé des normes qui ont finalement évolué vers DeviceNet et ControlNet; en Europe, Siemens et d'autres fabricants ont développé un protocole qui a évolué en PROFIBUS.
Pendant les années 1980, pour résoudre les problèmes de communication entre les différents systèmes de contrôle dans les voitures, la société allemande Robert Bosch GmbH a d'abord développé le Controller Area Network (CAN). Le concept de CAN était que chaque appareil peut être connecté par un seul ensemble de fils, et chaque appareil connecté peut échanger librement des données avec n'importe quel autre appareil. CAN a rapidement migré sur le marché de l'automatisation industrielle (avec beaucoup d'autres).
Bien que chaque technologie partage le nom générique du bus de terrain, les différents bus de terrain ne sont pas facilement interchangeables. Les différences entre eux sont si profondes qu'elles ne peuvent pas être facilement connectées les unes aux autres. Pour comprendre les différences entre les normes de bus de terrain, il est nécessaire de comprendre comment les réseaux de bus de terrain sont conçus. En référence au modèle OSI, les normes de bus de terrain sont déterminées par les supports physiques du câblage et les couches un, deux et sept du modèle de référence.
Pour chaque technologie, le support physique et les normes de couche physique décrivent en détail la mise en œuvre de la synchronisation, du codage / décodage, du débit binaire, de la longueur du bus et de la connexion physique de l'émetteur-récepteur aux fils de communication. La norme de couche liaison de données est chargée de spécifier complètement comment les messages sont assemblés prêts pour la transmission par la couche physique, la gestion des erreurs, le filtrage des messages et l'arbitrage de bus et comment ces normes doivent être implémentées dans le matériel. La norme de couche d'application définit en général comment les couches de communication de données sont interfacées avec l'application qui souhaite communiquer. Il décrit les spécifications de message, les implémentations de gestion de réseau et la réponse à la demande de l'application de services. Les couches de trois à six ne sont pas décrites dans les normes de bus de terrain.

## Les bus de terrain les plus courants
- Bus CAN et VAN
- EIA-485
- bus LIN
- BACnet
- MODBUS
- Jbus
- InterBus
- Profibus DP
- Profibus PA
- FlexRay
- FIP Worldfip
- EIBus et KNX
- Batibus
- ARCnet
- bus ASi
- LonWorks
- Serial Real-Time Communications System
- EtherCAT
- X2X
- Protocole Dali
- 1-Wire
- DeviceNet